# Chouine
 (juin 2016).
Si vous disposez d'ouvrages ou d'articles de référence ou si vous connaissez des sites web de qualité traitant du thème abordé ici, merci de compléter l'article en donnant les références utiles à sa vérifiabilité et en les liant à la section « Notes et références ».
La Chouine est un jeu de cartes se jouant à deux joueurs et utilisant un jeu de 32 cartes. 
C'est un jeu de levées pour les points, avec atout et prise d'une nouvelle carte à chaque levée.
La Chouine est une variante de la Brisque, ou plutôt du Briscan, apparus au XVIIIe siècle, eux-mêmes dérivés du Mariage, cité par Rabelais.

## Distribution
Les deux joueurs ont dans leurs mains 5 cartes et le donneur place un tas de carte à côté. Puis il retourne la carte du dessus pour définir l'atout annoncé.

## Règles du jeu
Le but du jeu est de récolter le plus d'As et de Dix possibles. Les annonces rajoutent encore plus de points. Pour le score, on ne compte que les Dix et As récoltés, mais la hiérarchie des cartes est la même que celle de la Belote :
- As
- 10
- Roi
- Dame
- Valet
- 9
- 8
- 7

En cas d'égalité à plus ou moins 10 points, on compte le nombre de tête avec comme points:
- Roi : 3
- Dame : 2
- Valet : 1

## Annonces
Les Annonces de la Chouine donnent davantage de points aux joueurs.
Les cartes doivent être de même type :
- : 20 pts
- : 30 pts
- : 40 pts
- 5 cartes avec As ou Dix : 50 pts

- As, Dix, Roi, Dame, valet : chouine (le joueur gagne la partie)
- As, Dix, Roi, Dame, valet, d'atout : chouine d'atout (le joueur gagne la manche)

On multiplie par deux les annonces si les cartes sont d'atout.
Le joueur faisant le dernier pli, remporte le "Dix-de-der'" soit 10 points supplémentaires.